# Prinsbisdom Naumburg
Het prinsbisdom Naumburg was een tot de Oppersaksische Kreits behorend prinsbisdom binnen het Heilige Roomse Rijk. In 968 stichtte keizer Otto I een bisdom te Zeitz. In 1028 werd de zetel van het bisdom verlegd naar het in 1021 gestichte sticht te Naumburg. Het bisdom wordt daarom ook wel aangeduid met de naam Naumburg-Zeitz. In de dertiende eeuw werden de bisschoppen rijksvorst. Ze vormden rond Naumburg, Zeitz, Crossen en Strehla een eigen gebied. Later raakten de bisschoppen steeds verder in afhankelijkheid van het markgraafschap Meissen, dat later opging in het keurvorstendom Saksen. In 1397 ging Strehla verloren aan het markgraafschap Meissen.
In 1542 benoemde de keurvorst van Saksen ondanks protesten van de keizer en het domkapittel wederrechtelijk een evangelische bisschop in Naumburg. Dit was de eerste keer dat een protestantse vorst in Duitsland een bisdom onder zijn beheer bracht. Na de nederlaag van de keurvorst in de slag bij Mühlberg in 1547 werd de evangelische bisschop vervangen door de katholieke bisschop Julius van Pflug. Na zijn dood in 1564 benoemde de keurvorst van Saksen zijn jongere zoon Alexander tot administrator.
Vervolgens werd het bisdom in 1565 opgeheven en ingelijfd bij het keurvorstendom. Het domkapittel bleef wel bestaan. De Reformatie werd in 1555 in Zeitz en in 1564 in Naumburg ingevoerd.
Van 1663 tot 1718 behoorde het gebied aan de nevenlinie Saksen-Zeitz.
Bij de verdeling van het koninkrijk Saksen op het Congres van Wenen in 1815 kwam het voormalige prinsbisdom vrijwel geheel aan het koninkrijk Pruisen.

## Gebied
- sticht Naumburg
  - stad en ambt Naumburg
  - ambt St.Georgenkloster
  - gerechtsambt Hainsburg met de stad Crossen
  - proosdijgerecht Naumburg met de stad Osterfeld
- sticht Zeitz
  - stad en ambt Zeitz
  - gerecht Breitingen

## Regenten
- 968- 979: Hugo
- 980- 990: Frederik
- 991-1002: Hugo II
- 1003-1032: Hildeward
- 1032-1045: Cadalus (Kazzo, Kalo)
- 1045-1078: Eppo (Eberhard)
- 1079-1090: Günther van Brena
- 1091-1111: Walram (Walrobonus)
- 1111-1123: Diederik (huis Wettin?)
- 1123-1125: Richwin (Rivinus)
- 1125-1148: Udo (Utho) van Thüringen
- 1149-1152: Wichmann van Seeburg
- 1154-1161: Berthold I van Boblas
- 1161-1186: Udo II van Veldenz
- 1186-1206: Berthold II
- 1207-1242: Engelhard
- 1243-1272: Diederik II van Meissen
- 1273-1280: Meinhard van Neuenburg-Osterfeld
- 1281-1285: Ludolf van Mihla
- 1286-1304: Bruno van Langenbogen
- 1304-1316: Ulrich
- 1317-1334: Hendrik van Grünenberg
- 1335-1348: Wittigo I van Ostrau
- 1349-1350: Nikolaas van Luxemburg
- 1351-1352: Johannes van Militz
- 1352-1362: Rudolf van Saaleck-Nebra
- 1359(62)-1372: Gerhard (Gothard) van Schwarzburg
- 1372-1382: Witticho van Wolframsdorf
- 1382-1394: Christiaan van Witzleben
- 1395-1409: Ulrich II van Rodenfeld
- 1409-1422: Gerard II van Goch
- 1422-1434: Johannes III van Schleinitz
- 1434-1463: Peter van Haugwitz
- 1463-1463: Georg van Haugwitz
- 1463-1466: Diederik III van Bochsdorf
- 1466-1480: Hendrik III van Stammer
- 1481-1492: Diederik IV van Schönberg
- 1492-1517: Johannes III van Schönberg
- 1517-1541: Philips van de Palts
- 1542/6-1564: Julius van Pflug (katholiek)
- 1542-1546(65): Nikolaas van Amsdorf (evangelisch)
- 1564-1565: Alexander van Saksen (administrator)
- 1565-1576: Christiaan I van Saksen